# Alessandro Iandoli
Alessandro Iandoli (Bázel, 1984. április 29. –) svájci születésű olasz labdarúgó.